# Col du Petit Cucheron
Ne doit pas être confondu avec Col du Grand Cucheron.
Le col du Petit Cucheron est un col de France, en Savoie, dans la chaîne de Belledonne, à 1 228 mètres d'altitude. Il permet de relier l'extrémité septentrionale de la vallée des Huiles à l'ouest à celle de la Maurienne à l'est. Il est situé au nord du col du Grand Cucheron.

## Étymologie
« Cucheron » signifie « butte » ou « colline ».